# Andrew Wilkie
Andrew Damien Wilkie, né le 8 novembre 1961, est un homme politique australien.